# Bataille du pont de Visseiche
La bataille du pont de Visseiche est un affrontement qui a opposé les forces ducales, menées par Conan III de Bretagne, à celles de seigneurs révoltés, dirigées par Robert II de Vitré et Guillaume II de La Guerche, en 1144.

## Contexte
À la mort de son père en 1135, André Ier, Robert de Vitré devient baron. Mais, Conan III, duc de Bretagne, s'approprie la baronnie pour lui-même. Dès lors, le seigneur déchu n'aura de cesse de chercher à récupérer ses terres, en cherchant secours dans les seigneuries voisines. Finalement, c'est le seigneur de La Guerche, Guillaume, qui va accepter de l'aider.  

## Déroulement
Conan de Bretagne profite de cette occasion pour assiéger La Guerche, positionnant ses forces près du pont de Visseiche. Cousin et allié du duc, le comte Geoffroy V d'Anjou lui vient en aide et est parvenu entre La Selle et Moutiers, à seulement quelques lieues des assiégeants. Voyant l'étau se resserrer, Guillaume de La Guerche et Robert de Vitré, appuyés  par Thibault de Mathefelon et Foulques de Chemillé, embusqués dans la forêt de La Guerche, attaquent par surprise les forces ducales, avant que celles-ci n'aient pu recevoir le recours des Angevins. La victoire des coalisés fut, d'après Lobineau, "totale", Conan se repliant précipitamment à Châteaugiron et les seigneurs de Raix et de Malestroit étant capturés. De plus, Geoffroy d'Anjou, apprenant la défaite de son cousin, se replie à Angers.

## Conséquences
Selon Dom Morice et Pierre Le Baud, Robert récupère sa baronnie, grâce à quelques Vitréens lui donnant l'empreinte en cire des clefs de la ville. Ceux-ci faisaient, en effet, partis de ceux qui avait offert Vitré à Conan et avaient alors des remords.
Par ailleurs, cette défaite marque la fin pour Conan III de sa tentative de mise au pas des grands vassaux, son pouvoir étant fortement limité de facto à l'est de son duché. 1144 marque, enfin, la confirmation de la domination de la baronnie de Vitré sur la marche de Bretagne, devenant ainsi la plus puissante seigneurie de la région.
Enfin, les Goranton-Hervé, qui avaient pris possession de Vitré pendant l'absence de Robert, sont chassés ; la lignée des Robert-André s'impose définitivement comme la seule famille de Vitré.